# Aleuroglandulus inanis
Aleuroglandulus inanis là một loài côn trùng cánh nửa trong họ Aleyrodidae, phân họ Aleyrodinae.
Aleuroglandulus inanis được Martin miêu tả khoa học đầu tiên năm 2005.